# Adam Mycielski
Adam Mycielski herbu Dołęga (zm. przed 17 listopada 1696 roku) – stolnik poznański w 1692 roku, wojski kaliski w latach 1685-1691.
Poseł sejmiku średzkiego na sejm nadzwyczajny 1688/1689 roku.